# Instinct Records
Instinct Records — нью-йоркский музыкальный лейбл, основанный в 1989 году Джаредом Хоффманом (англ. Jared Hoffman). Этот лейбл наиболее известен тем, что на нём были выпущены многие из ранних работ музыканта Моби — одной из звёзд рейв-сцены в начале 90-х. Существуют также несколько саб-лейблов, включая Evolver, Instinct Ambient, Kickin Records USA, Liquid Music, Shadow Records, и Sonic Records. Наиболее известная серия сборников выпущенная этим лейблом называется «This Is Acid Jazz». Также они выпустили несколько сборников таких лейблов как em: t и Ninja Tune для американской аудитории.
В 2002 году лейбл Instinct Records был приобретён Knitting Factory Entertainment.